# Üçkavak
Üçkavak (arabisch Rajdiye) ist ein Dorf im Landkreis Savur der türkischen Provinz Mardin. Üçkavak liegt etwa 46 km nordöstlich der Provinzhauptstadt Mardin und neun Kilometer südöstlich von Savur. Üçkavak hatte laut der letzten Volkszählung 1.309 Einwohner (Stand Ende Dezember 2009). Das Dorf gilt neben Yenilmez als Herkunftsort verschiedener krimineller Clans in Deutschland. Die Bevölkerung des Dorfes gehört mehrheitlich der arabisch-kurdischen Volksgruppe Mhallamiye an.